# Dryopteris macrochlamys
Dryopteris macrochlamys là một loài thực vật có mạch trong họ Dryopteridaceae. Loài này được (Fée) Fraser-Jenk. miêu tả khoa học đầu tiên năm 1989.